# Helena Scigala

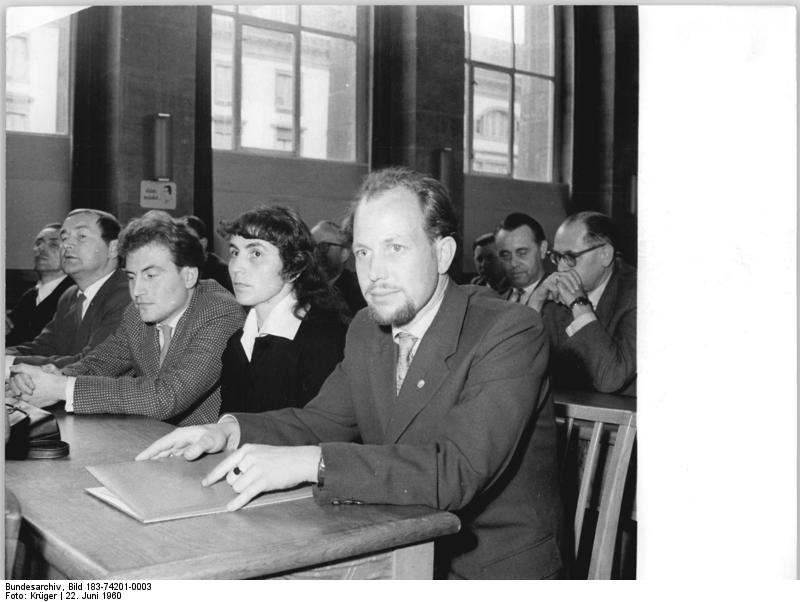
Helena Scigala als Preisträgerin des Graphischen Wettbewerb zu Ehren des 10. Parteitages der CDU, 1960

Helena Scigala (* 1. März 1921 in Batow; † 8. April 1998 in Berlin) war eine deutsche Grafikerin.

## Leben und Werk
Helena Scigala war nach Abschluss der Volksschule ab 1935 als Hilfskraft in der Lungenheilstätte Beelitz dienstverpflichtet und arbeitete dort weiter bis 1946. Von 1947 bis 1950 studierte sie bei Arno Mohr an der Kunsthochschule Berlin-Weißensee. Danach arbeitete sie als freischaffende Künstlerin in Berlin-Pankow. Sie war eine der bedeutendsten Holzschneiderinnen der DDR, benutzte aber auch andere grafische Techniken. Schon 1959 urteilte Arno Mohr, dass „der Grafikernachwuchs der DDR, dem auch Helena Scigala angehört, in seinen Arbeiten eine künstlerische Qualität erreicht hat, der die westdeutschen Künstler der gleichen Altersstufe nichts Entsprechendes entgegenzusetzen haben.“ Helena Scigala war bis 1990 Mitglied im Verband Bildender Künstler der DDR und hatte eine bedeutende Anzahl von Einzelausstellungen und Ausstellungsbeteiligungen, u. a. 1972/1973 an der VII. Kunstausstellung der DDR.

## Fotografische Darstellung Helena Scigalas
- Christian Borchert: Helena Scigala mit Katze (Fotografie, 1982)[2]

## Werke (Auswahl)
- Mein Junge (Holzschnitt, 34 × 24 cm; 1952 in Bautzen, Görlitz und Zittau in der Ausstellung "Berliner Künstler")
- Mutter und Kind (Holzschnitt, 51 × 38 cm; in der Ausstellung "Berliner Künstler")
- Selbstporträt (Kreide, 28 × 19 cm; in der Ausstellung "Berliner Künstler")

- Hafen Vitte (Holzschnitt, 1955; im Bestand des Stralsund Museums)
- Neuendorf (Holzschnitt, 1955)[3]
- Jungfernbrücke Berlin (Radierung, um 1960)[4]
- Mutter mit Kind am Strand (Holzschnitt, 1960)[5]
- Vitte auf Hiddensee (Holzschnitt, 1965)[3]

### Buchillustrationen (Auswahl)
- Winfried Müller: Namenlos. Eine Erzählung. Evangelische Verlagsanstalt, Berlin, 1959
- Erika Michel-Wagner: Wo ist Ruth? Erzählungen. Verlag der Nation, Berlin, 1961 (Holzschnitte)
- Samuel Chapuis: Christ ging vorüber. Union Verlag Berlin, 1961
- Jörg Hildebrandt (Hrsg.): Weihnachtsgespräch. Abwandlungen eines alten Themas. Evangelische Verlagsanstalt, Berlin, 1984 (mit der Reproduktion eines Holzschnittzyklus)

## Einzelausstellungen (mutmaßlich unvollständig)
- 1956: Berlin, Club der Kulturschaffenden in W 8 (mit Gertrud Triebs)

- 1959: Berlin, Deutsche Bücherstube
- 1964: Hötensleben, Dorfclub
- 1970: Berlin, Galerie im Turm